# Sascha Quade
Sascha Quade (* 26. Juni 1988 in Berlin) ist ein deutscher Schauspieler, Moderator und Regisseur. Von 2013 bis 2015 moderierte er für Nickelodeon zusammen mit Laura Louisa Garde die Sendung Nickelodeon Alaaarm.

## Berufliches
Quade begann im Alter von 15 Jahren am Theater zu arbeiten. Ein Jahr später war er auch in Filmproduktionen zu sehen, darunter zwei Produktionen für das ZDF. 2013 erhielt er den Findlingspreis für seinen Kurzfilm „Meyer“.
Seit 2013 steht er gemeinsam mit Laura Garde für den Sender Nickelodeon vor der Kamera und moderiert das Nachmittagsprogramm, das als ca. 4-minütige Clips im Format Nickelodeon Alaaarm aufgeht. Quade reiste zu den Nickelodeon Kids’ Choice Awards 2014 nach Los Angeles, um, ebenfalls mit Laura Garde für Nickelodeon von der Show zu berichten. Dabei überreichten die beiden auch den Preis Lieblingsstar: Deutschland, Österreich, Schweiz, der in der Regel vom deutschsprachigen Moderator an den Gewinner übergeben wird.
Quade lebt in Berlin.

## Filmografie (Auswahl)
- 2010: SOKO Leipzig (1 Episode)
- 2011: Herzflimmern – Die Klinik am See (1 Episode)
- 2021: SKZB – Sex Zimmer Küche Bad (8 Episoden)